# Ozzy et Drix
Ozzy et Drix (également appelée The Fantastic Voyage Adventures of Osmosis Jones and Drixenol) est une série télévisée d'animation américaine en 26 épisodes de 20 minutes créée par Peter et Bobby Farrelly, inspirée du film Osmosis Jones et diffusée entre le 14 septembre 2002 et le 5 juillet 2004 dans le bloc de programmation Kids' WB.
En France, elle a été diffusée entre le 23 février 2003 et le 14 octobre 2005 sur France 3.

## Synopsis
Cette série met en scène un globule blanc, Osmosis Jones, dit Ozzy, et un agent médicamenteux, Drixenol, dit Drix, installés comme détectives privés dans le corps d'Hector, un adolescent américain d'origine cubaine.

## Distribution

### Voix originales
- Phil LaMarr : Osmosis « Ozzy » Jones
- Jeff Bennett : Drixenol « Drix »
- Tasia Valenza : Maria Amino
- Alanna Ubach : Le maire Paul Spryman
- Vivica A. Fox : Ellen Patella
- Justin Cowden : Hector Cruz (dit The City of Hector)
- Jim Cummings : Chef Gluteus, Ernst Strepfinger
- Kimberly Brooks : Christine
- Jeffrey Tambor : La Mole
- Tim Curry : Scarlet, Nick O' Teen
- Brad Garrett : Ernst Strepfinger
- Frank Welker : Protozilla, Mother Worm, Billy Bob Bile
- Danny Bonaduce : Smirch
- Henry Winkler : Sal Monela
- Brian Posehn : Sylvian Fisher
- Charlie Adler : Général Malaise
- Rob Paulsen : Stickety, Chef Maximus
- Pat Fraley (en) : The pneumoniac
- Danny Cooksey : Shane
- Susan Silo : Cryo
- Carole Jeghers : Tigre-Dieu

### Voix françaises
- Cédric Dumond : Ozzy
- Jean-François Aupied : Drix
- Olivier Podesta : Paul Spryman

 Source et légende : version française (VF) sur RS Doublage

## Épisodes

### Première saison (2002-2003)
1. Home With Hector
2. Reflex
3. Strep-Finger
4. A Lousy Haircut
5. Oh, My Dog
6. Street Up
7. Gas of Doom
8. Where There's Smoke
9. The Globfather
10. Ozzy Jr.
11. Growth
12. Sugar Shock
13. The Dream Factory

### Deuxième saison (2003-2004)
1. An Out of Body Experience Part 1
2. An Out of Body Experience Part 2
3. Lights Out!
4. The Conqueror Worm
5. Puberty Alert
6. Tricky Ricardo
7. Aunti Histamine
8. A Growing Cell
9. A Cold Day In Hector
10. Supplements (aka Triumph of The Supplements)
11. Double Dose
12. Nature Calls
13. Journey To The Center of The Tooth